# William Glen
Pour les articles homonymes, voir Glen (homonymie).
William "Sacky" Glen, né le 23 janvier 1903 à Dublin et mort le 29 mai 1981, est un footballeur international irlandais qui évolue au poste de défenseur.

## Biographie
William Glen, surnommé « Sacky », nait le 8 mai 1903 à Dublin. Il grandit sur Somerset Road dans le quartier de Ringsend. Logiquement c'est dans le grand club du quartier qu'il s'inscrit. Il fait ses débuts en équipe première des Shamrock Rovers à l'âge de 16 ans. Avant même d'atteindre l'âge de vingt ans, il est déjà titulaire et a déjà remporté plusieurs trophées. Il participe en 1922 à la toute première finale de la coupe d'Irlande de football. Glen passe quinze ans chez les Rovers et avec eux gagne tous les trophées possibles.
Sacky Glen dispute dix finales de Coupe d'Irlande, plus quatre matchs d'appui, entre 1922 et une défaite contre le Saint James's Gate FC, et 1939 avec une victoire en faveur du Shelbourne Football Club sur les Sligo Rovers, match dans lequel il marque le but de la victoire.
Sacky Glen est sélectionné à huit reprises en équipe de république d'Irlande de football alors dénommée équipe de l'État Libre d'Irlande. Sa première sélection a lieu le 23 avril lors tout premier match de l'équipe nationale dans le stade de Lansdowne Road. L'équipe d'Irlande perd alors contre l'Italie sur le score de 2 buts à 1. Glen est capitaine de l'équipe nationale lors de ses quatre dernières sélections obtenues en 1935 et 1936.
Glen bénéficie d’un match de gala à Dalymount Park lors de l'annonce de son retrait du football en 1937.

## Palmarès
- Avec les Shamrock Rovers
  - Championnat d'Irlande (4)
    - Vainqueur : 1922-1923, 1924-1925, 1926-1927 et 1931-1932

  - Coupe d'Irlande (8)
    - Vainqueur : 1924-1925, 1928-1929, 1929-1930, 1930-1931, 1931-1932, 1932-1933 et 1935-1936

  - Coupe de la Ligue d'Irlande (5)
    - Vainqueur : 1924-1925, 1926-1927, 1931-1932, 1932-1933, 1934-1935

  - Leinster Senior Cup
    - Vainqueur : 1923, 1927, 1929, 1930, 1933

  - Leinster Senior League
    - Vainqueur : 1921-1922
- Avec le Shelbourne FC
  - Coupe d'Irlande (1)
    - Vainqueur : 1938-1939,

## Sources
- (en) Robert Goggins Paul Doolan, The Hoops, Gill & MacmillanLtd, 1993 (ISBN 0-7171-2121-6)